# Атеријска култура
Атеријан је индустрија камених алата средњег каменог доба (или средњег палеолита) са средиштем у северној Африци, од Мауританије до Египта, али се такође може наћи у Оману и пустињи Тар. Најранији Атеријан датира око пре 150.000 година, на месту Ифри н'Амар у Мароку. Међутим, већина раних датума се групише око почетка последњег међуглацијала, пре око 150.000 до 130.000 година, када је животна средина Северне Африке почела да се побољшава. Атеријан је нестао пре око 20.000 година.
Атеријан се првенствено разликује по присутности оруђа са зашиљеним или педукулираним, и добио је име по типском локалитету Бир ел Атер, јужно од Тебесе. Бифацијално обрађене алатке у облику листа су такође уобичајени тип артефакта у атеријским скуповима. Предмети личног украса (пробушене и окериране перле од Насаријеве шкољке) познати су са најмање једног атеријанског локалитета, старости од 82.000 година. Атеријан је један од најстаријих примера регионалне технолошке диверзификације, што сведочи о значајној диференцијацији у односу на старије индустрије камених алата у овој области, које се често описују као Мустеријан. Међутим, прикладност израза Мустеријан је спорна у контексту северне Африке.

## Повезано понашање
Атеријан је повезан са раним Хомо сапиенсом на бројним местима у Мароку. Док је првобитно примећено да су примерци Џебел Ирхуда били слични каснијим атеријанским и неким иберомурусијским примерцима, даља испитивања су открила да су примерци Џебел Ирхуда слични њима у неким аспектима, али се разликују по томе што примерци Џебел Ирхуда имају континуирани супраорбитални торус док атеријански и иберомуразијски примерци имају дисконтинуирани супраорбитални торус или у неким случајевима уопште нема, па се из овога закључује да примерци Џебел Ирхуда представљају архаични Хомо сапиенс, док атеријански и иберомуруски примерци представљају Хомо анатомски модеран сапиенс. Атеријански фосили такође показују морфолошке сличности са раним модерним људима из Африке пронађеним у Схулу и Кафзеху на Леванту, и углавном су им савремени. Осим што су произвеле веома препознатљиву и софистицирану технологију камених алата, чини се да су ове ране северноафричке популације такође имале везе са симболично конституисаном материјалном културом, стварајући оно што је међу најранијим афричким примерима личне орнаментике. Такви примери „перли“ од шкољки пронађени су далеко у унутрашњости, што указује на присуство друштвених мрежа на даљину.
Студије варијација и дистрибуције Атеријана такође су сугерисале да су повезане популације живеле у подељеним популацијама, можда живећи већину свог живота у релативној изолацији и агрегирајући се у одређеним временима како би ојачали друштвене везе. Оваква подељена структура становништва такође је изведена из обрасца варијација уочених у раним афричким фосилима Хомо сапиенса.
Повезане студије фауне сугеришу да су људи који су стварали експлоатисали приобалне ресурсе, као и да су се бавили ловом. Пошто су тачке мале и лагане, вероватно је да нису достављене руком, већ бачене. Нема доказа да је коришћен бацач копља, али врхови имају карактеристике сличне стрелицама. До сада је било тешко проценити да ли су атеријанске популације даље у унутрашњости такође експлоатисале слатководне ресурсе. Студије су показале да је хафтинг био широко распрострањен, можда да би се одржала флексибилност у условима изразито сезонског окружења са израженом сушном сезоном. Чини се да су стругачи, ножеви и врхови извучени, што сугерише да је широк спектар активности олакшан технолошким напретком. Вероватно су експлоатисани и биљни ресурси. Иако још нема директних доказа из Атеријана, прерада биљака је доказана у Северној Африци од пре чак 182.000 година. Године 2012. у пећини Дар ес-Солтан откривен је нож стар 90.000 година, који је у основи направљен од ребра животиње величине стоке.